# Carlos Albán
Pour les articles homonymes, voir Alban.
Le général et docteur Carlos Albán (9 mars 1844 - 20 janvier 1902) est un inventeur colombien spécialisé en mathématiques, en chimie, en médecine et en chirurgie. Albán a également pratiqué en tant que philosophe politique, journaliste et avocat. 

## Enfance et formation
Né à Popayán, en Colombie, capitale du département du Cauca. Albán a étudié à l'Université de Cauca. En 1869, il a reçu un doctorat en médecine et chirurgie, et deux ans plus tard, en 1871, il a obtenu un doctorat de droit et de science politique, pour lequel il a écrit une thèse sur la « Constitution de 1863 ». Sa thèse a déclaré que le peuple colombien ne pouvait plus être gouverné par le libéralisme, y compris la Constitution et ses lois. 

## Carrière

### Journalisme
À son retour de la guerre en 1865, Albán entreprit de réorganiser le parti conservateur qui avait pratiquement disparu. Pour ce faire, il fonda le journal Los Principios à Cali en 1870. Le journal a appelé à l'activisme politique et a dénoncé l'état de désordre social résultant des constitutions de Rionegro et de Cauca. Il a estimé qu'il existait une "carte blanche à la violence", que le régime de la liberté individuelle avait dégénéré au profit de la mentalité libérale et que de nombreux conservateurs "avaient abandonné l'objectif principal". En 1871, le journal doit être fermé en raison de problèmes de distribution. 
Plus tard cette année-là, Albán fonda le journal Principios Político-Religiosos (Principes politico-religieux) à Popayan, avec l'aide de Fernando Angulo et de Sergio Arboleda, avec lesquels il réorganisa le parti conservateur. Le journal a été contraint de fermer après le premier mandat, car les libéraux avaient averti que la réorganisation conservatrice conduirait à la guerre. Il a rouvert en 1873 sous la direction de Manuel Carvajal Valencia et avec la collaboration d'Albán, qui écrivait également dans El Tradicionista et d'autres journaux conservateurs à Bogota . 

### Activisme politique
Albán a commencé à participer à des activités politiques quand il était jeune. En 1865, alors qu'il était encore étudiant, il participa à la bataille de Santa Barbara pour défendre le gouvernement libéral de l'État souverain de Cauca, confronté à une révolution conservatrice. Ses années les plus actives vont de 1875 à 1876, lorsqu'il profite de la division du camp libéral entre radicaux et indépendants pour commencer à travailler à la création d'un "parti catholique". Les personnes qui "soutiennent le catholicisme avec toutes ses conséquences et sans restrictions d'aucune sorte, indépendamment de ce qui peut se passer ainsi que du parti politique auquel elles appartiennent" ont été invitées à y adhérer. 
Son journalisme a souligné l'importance du catholicisme en tant qu'élément de la cohésion politique. Il avait noté que le clergé, en particulier Carlos Bermudez, évêque de Popayan et Manuel Canuto Restrepo, évêque de Pasto, étaient d'importants agitateurs. Une immense image de la Vierge de Lourdes à Cauca a été utilisée lors de processions à des fins politiques. Ils ont formé diverses sociétés catholiques, telles que la société de Saint-Vincent-de-Paul, Sacré-Cœur et d'autres. 
Malgré les avancées dans la construction du parti, les conditions politiques à Cauca ont conduit à l'abandon du projet. Albán mena les conservateurs dans la guerre de 1876. Bien que la guerre ait eu les caractéristiques d’une guerre religieuse, elle n’a pas suffi à assurer la victoire des conservateurs. L'échec de l'aventure militaire a conduit à l'expulsion du clergé et des principaux conservateurs, mais plus important encore, le travail d'Alban a permis au conservatisme de survivre en tant que parti, malgré les représailles libérales. Il a pu aider les libéraux lors de la guerre de 1885, permettant la période politique connue sous le nom de Régénération et, avec elle, l'hégémonie conservatrice. 

### Service gouvernemental
À partir de 1886, il occupa une place importante au sein du gouvernement, tant au niveau national que dans l’État de Cauca, et occupa des postes tels que juge de la Cour centrale, procureur général de l’État et solliciteur général de la Nación. Sur le plan politique, il s'aligne avec la faction conservatrice connue sous le nom de Los Históricos, par laquelle il a suscité l'opposition aux gouvernements de Miguel Antonio Caro et Carlos Holguin. En 1891, Holguin appliqua la loi dite des chevaux (loi 61 de 1888) et confina Albán à Cauca. 

### Carrière militaire
Albán a participé à la guerre de 1895 pour défendre l'hégémonie de son parti. En 1899, il participa à la Guerre des Mille Jours. Il a été nommé chef civil et militaire au Panama, annulant son déménagement en Europe où il devait occuper le poste de consulat à Hambourg. Il se trouve à la tête de la ville mal défendue de Panama, également gouverneur du département, et reçoit les renforts du général Victor Salazar dans la ville, qui commencent à la fortifier.

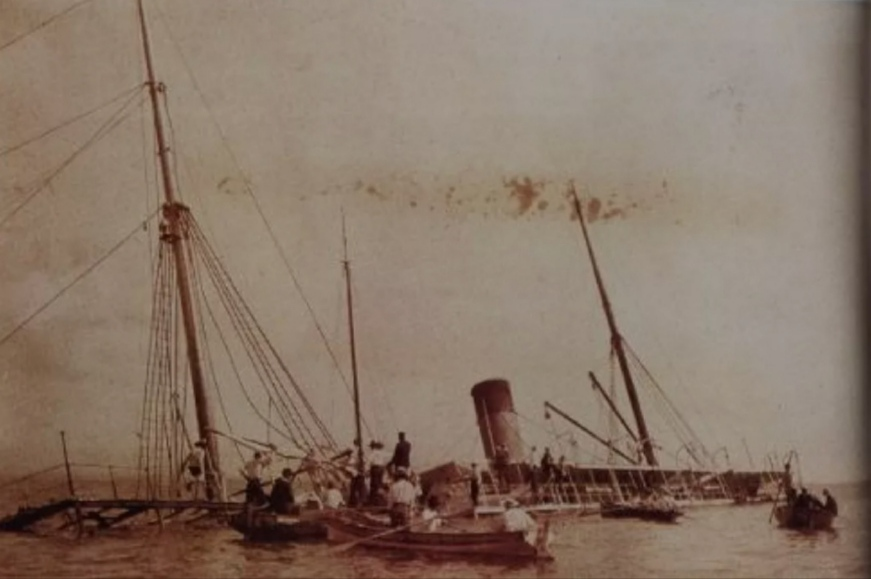
Naufrage du navire Lautaro à Panama, dirigé par Carlos Albán, décédé au combat (1902).

En 1900, il remporte la bataille de Calidonia Bridge avec le général Emiliano Herrera lors de la guerre des Mille jours. Alban est mort lors d'une bataille navale le 20 janvier 1902, lorsque le navire qu'il a commandé, "Lautaro" (de propriété chilienne, réquisitionné par les conservateurs), a été coulé devant la ville de Panamá après un combat contre le navire libéral Almirante Padilla. Avec sa mort, l'isthme de Panama se trouve sans représentant aux négociations de paix, aussi est nommé Arístides Arjona.

### Travaux scientifiques
Albán a mené des recherches dans les domaines de la physique, des mathématiques et de la chimie, domaines peu développés en Colombie. Il a essayé d’obtenir des investissements pour des applications à l’industrie. 

#### Chimie
Il a essayé de fabriquer des lentilles en plomb pour la distillation de l'acide sulfurique, un ingrédient clé de la fabrication. Ses efforts lui ont permis de créer du sulfure de carbone, seul solvant du caoutchouc. En 1872, ses recherches sur la précipitation des métaux l’amènent à établir des analogies entre les formes des précipités et certaines formes végétales, et à proposer une nouvelle classification des métaux qui ne reposent pas sur l’affinité pour l’oxygène mais sur les lois régissant "la formation des métaux". d'absorption dans les précipités". 

#### Physique
Il étudia la réflexion de la lumière et inventa un "miroir lumineux à trois foyers". 
Il a inventé un appareil pour produire du vide sans avoir besoin d'un "pneumo-baromètre". Cela a eu beaucoup de succès à Paris et a été recommandé dans des revues scientifiques. 
Ses autres inventions étaient une horloge indiquant l’heure du monde, un dispositif permettant de soulever n’importe quel poids breveté aux États-Unis et une invention appelée Double Ludion, brevetée à Bruxelles . 

### Dirigeable
Son invention la plus importante était "un système d'enveloppe métallique Balloon", le brevet avait été demandé en 1887 au ministère de l'Industrie quelques années avant la construction du dirigeable. Il a écrit: 

« Development Minister Carlos Alban, Colombia, Popayán neighbor, you respectfully say: I found that the fabric cover that is currently used to line the balloon can be substituted with great advantage by wrapping thin iron steel, aluminum or other malleable metal or league, no one before me has had such an idea or has used such covers for balloons. With a kilogram of metal can form a sheet of one square meter, and six hundred square meters of these sheets can form a cube of ten feet on each side of each of its six faces: a bucket of this surface has a thousand cubic feet of capacity and filled with hydrogen, can lift 1,300 kg, it is known that each cubic meter of gas up 1 K, 300, then subtract a lifting force of 700 kilograms, enough to meet all the conditions must have a balloon and to double the cover weight. To apply this calculation to the area and any other form given to the balloon, no proof is needed. As such, in accordance with applicable law, request the Executive Branch exclusive privilege to exploit my discovery for the legal term, and accompanied the respective receipt of the Treasury, as well as a balloon drawing metal cover.
Popayan, January 21, 1887. Carlos Alban.
Ministry. Bogotá, February 18, 1887. Be published this application and the receipt of Mr. Deputy Treasurer in the Official Gazette and require the interested fill out the formalities referred to in articles 5th. and 13 of Act 35 of 1869, to obtain the patent is requested. The Minister, J. Red Houses. »

Le 9 octobre 1888, le Gen. Rafael Reyes, ministre, octroya le brevet n ° 58 d'une durée de 20 ans. 

### Autres inventions
D'autres inventions d'Alban ont été brevetées en Colombie, en Allemagne, en Italie, en France et aux États-Unis. The Evening Star a noté: 

« Télescope puissant. -Si un lecteur scientifique est placé dans un visuel complètement plat découvert et pose sur un objet placé à un kilomètre, clairement reconnaissable non seulement par ses contours mais par ses minuties. Si alors la lune pouvait s’apparenter sur une distance apparente d’un mile de terre, quel domaine serait ouvert aux découvertes scientifiques à venir! Cette probabilité, ou plutôt cette certitude de découverte, est un homme distingué et puissant en Colombie, en Amérique du Sud, que l'on croit capable de mener à bien et si le succès couronne ses efforts, le télescope à réflexion normale aura une telle puissance, tous connus jusqu'à présent ne semblent guère plus que de simples jumelles. M. Carlos Alban, Colombie, est le sorcier qui tente de produire ces merveilles. Il est actuellement à Washington pour s’entretenir avec des scientifiques et des responsables sur la meilleure façon de procéder. Le docteur Alban a été procureur général de la Colombie et est reconnu pour son caractère scientifique remarquable. Son plan embrasse le principe du verre réfléchissant au télescope avec plusieurs changements radicaux dans les anciennes méthodes. Utilisez une nouvelle procédure, en commençant par les cristaux eux-mêmes et en ajustant la mise au point. Ainsi, au lieu de déplacer la partie de l'œil, telle que pratiquée actuellement, déplacez la lentille elle-même pour un réglage pratique. M. Alban a construit un instrument de 25 pouces de diamètre, exposé à New York et doté d'une grande puissanc. Un appareil de quatre mètres de diamètre ne pèse que 200 livres et, à moins que l’éminent inventeur n’ait commis d’erreur grave de calcul, a un pouvoir aussi puissant qui attirera la Lune à une distance d’un mille de la terre et réglera définitivement la question de la possibilité de la vie dans ce satellite. Un article récent dans le "Courrier des Etats-Unis" établit qu'une telle relation de télescope est prévue pour le palais des expositions de Paris en 1900. Il est important de savoir que M. Alban a élaboré son plan avant de penser à l’unité française et si le succès couronne ses efforts, l’honneur de cette grande avancée de l’astronomie appartient au continent américain, alors que les États-Unis seront le champ du développement de la pratique et action. »

### Auteur
La ferveur religieuse transcendait tous les aspects de sa vie, mais se reflétait principalement dans sa poésie et sa prose. Il a commencé à publier en 1884. En 1898, il envoie à la Société Centrale de Paris la somme de cinquante francs-or, payée pour la vente d'un appareil scientifique. Cette somme était réservée à une messe à l'autel de Notre-Dame de Lourdes . 

### Maître de conférences
Sa réputation ne s'est pas limitée aux petites villes de Popayán. Ses contemporains ont affirmé qu'il avait été salué par la presse européenne et qu'il avait reçu des prix à l'Expo de Bruxelles. Ses voyages à travers l'Europe lui ont permis de donner des conférences à Cali sur le confort de l'éclairage au gaz acétylène et sur l'exploitation de la force de la rivière Cauca : « Tout ce pouvoir est perdu, a-t-il déclaré, et toute cette force dans l'industrie est la richesse (...) Je vais étudier l’hydraulique pour prouver aux ingénieurs que la science peut tirer parti de ce trésor dans nos rivières ».
Comme la plupart des hommes politiques du Cauca, Carlos s'est également consacré à l'enseignement à l'université du Cauca, où il était surnommé « El Loco ». Il y occupe plusieurs postes dans les facultés des arts et des sciences. Il a également enseigné au College of Mary, pour les filles, et a fondé le College of San Pedro, pour garçons, où il a appliqué la méthode, appelée par la suite école de vie active. 

## Hommages
En raison de son importance en Colombie, sa mémoire est honorée sous différentes formes :
- La médaille Carlos Albán : créée par le décret 149 du 9 mars 2011 sous le nom officiel de Orden Civil Carlos Albán. En or, avec un ruban aux couleurs du drapeau de Popayán, elle est remise au titulaire de la charge de maire de la ville de Popayán.
- La ville de Popayán dans son quartier historique, une plaque commémorative au Général Carlos Albán est apposée sur son ancienne maison.
- Sur la Plaza Bicentenario “Carlos Albán” se dresse une statue pedestre en bronze du General Carlos Albán[2].
- Portent également son nom les municipalités d'Albán (Cundinamarca),  du département de Cundinamarca, et Albán (Nariño), du département de Nariño ; le Parque Informático de Ciencia, Arte y Tecnología "Carlos Albán" de Popayán ; et diverses institutions et collèges.